# 八重奏曲
八重奏曲（はちじゅうそうきょく）は、八つの楽器による重奏曲。もしくは8人の奏者のための楽曲とも定義しうる。
最も有名な作例は、フランツ・シューベルトによる八重奏曲（管楽器と弦楽四重奏の混成アンサンブル用作品）と、フェリックス・メンデルスゾーン（2つの弦楽四重奏のための作品）の二つである。メンデルスゾーンが16歳で《弦楽八重奏曲》を作曲したように、ジョルジュ・エネスコは19歳で《八重奏曲》を完成させている。その他のロマン派の八重奏曲に、ニルス・ガーゼの《弦楽八重奏曲》作品17（恩人メンデルスゾーンへの事実上の追悼作品）やヨハン・スヴェンセンの作品3、レインゴリト・グリエールの作品5が挙げられる。またマックス・ブルッフは、1920年になってもなおメンデルスゾーン様式で《弦楽八重奏曲》を書いていた（作品番号なし）。
イーゴリ・ストラヴィンスキーは、フルート、クラリネット、2つのファゴット、2つのトランペット、2つのトロンボーンという風変わりな編成によって《管楽器のための八重奏曲》（1923年）を作曲している。あまり有名ではないものの、パウル・ヒンデミットも《クラリネット、ファゴット、ホルン、ヴァイオリン、2つのヴィオラ、チェロ、コントラバスのための八重奏曲》を作曲した。ドミートリイ・ショスタコーヴィチは、超絶技巧を要する無調の《弦楽八重奏のための2つの小品》作品11を作曲している。エドガー・ヴァレーズの（フルート、クラリネット、オーボエ、ファゴット、ホルン、トランペット、トロンボーン、コントラバスのための）《オクタンドル》（1923年）や、ジョン・ケージの（フルート、オーボエ、クラリネット、ファゴット、ホルン、トランペット、トロンボーン、チューバのための）《エイト》（1991年）も一種の八重奏曲に数えることができる。
外来語として（カタカナで）「オクテット」と表記する場合は、8人編成のジャズ・バンドを指すことがある。たとえばサクソフォン奏者のダヴィッド・マレーは、有名な実験的ジャズ・アンサンブル「ザ・デヴィッド・マレー・オクテット」の主宰者である。
欧米の言語では、たとえば英語で octet という場合、八重唱曲のことを指すこともあるので、原文にあたる場合は器楽曲と声楽曲のいずれを指すのが注意して対訳することが必要になる。特に器楽曲との区別が必要な場合には、vocal octet ということもある。標準的な八重唱は、ソプラノ、アルト、テノール、バスがそれぞれ2パートあるものを言う（またはバスを重複させる代わりに、バリトンとバスが各1の場合もある）。 